# Friedrich Matthei
Friedrich (Federico) Matthei Jäger (Kassel, Alemania, 13 de octubre de 1853-Osorno, Chile, 28 de abril de 1923) fue un comerciante y diplomático germano-chileno.

## Reseña biográfica
Friedrich Matthei llegó a la ciudad de Osorno, sur de Chile, en 1870. Allí realizó actividades comerciales y además ejerció como representante diplomático de Alemania en la zona. Contrajo matrimonio con la chilena descendiente de inmigrantes alemanes Hedwig (Eduviges) Schwarzenberg y tuvieron 8 hijos, entre ellos el geólogo Federico Matthei y el ingeniero agrónomo Adolfo Matthei. Le fue concedida la nacionalidad chilena el 9 de septiembre de 1875, mediante un documento emitido por el entonces Presidente Federico Errázuriz Zañartu.
El Viceconsulado de Alemania en Osorno fue creado por orden del Imperio Alemán en 1883. La primera persona que ejerció como Vicecónsul en Osorno fue el ciudadano alemán Richard (Ricardo) Kraushaar (Kassel, Alemania, 1846-Santiago, Chile, 1917), entre los años 1883 y 1917. Friedrich Matthei Jäger le sucedió en este cargo diplomático entre 1917 y 1923. Posteriormente asumió como Vicecónsul el chileno-alemán Hermann Kraushaar (Osorno, Chile, 1886-¿?), entre los años 1924 y 1938. Durante los años de la Segunda Guerra Mundial y hasta que Chile rompió relaciones con las potencias del Eje (1939-1943), ejerció como Vicecónsul el ciudadano alemán Richard (Ricardo) von Conta, (Münster, Alemania, 1888-Osorno, Chile 1966).